# ショルダーキーボード

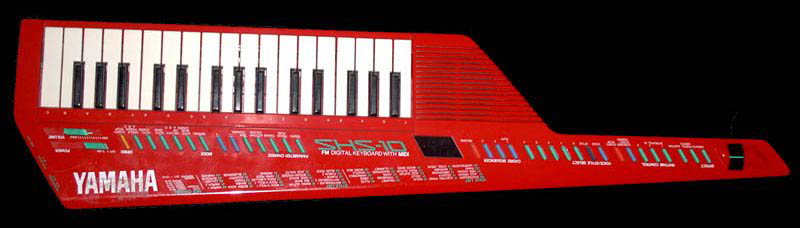
ショルダーキーボード（ヤマハSHS-10）

ショルダーキーボードはシンセサイザーの鍵盤部分をギターのように肩からストラップで吊るして、演奏出来るようにした楽器の総称である。なお、ショルダーキーボードは和製英語であり、ローランドや英語圏ではkeytar（キーター）と呼ばれている。

## 解説

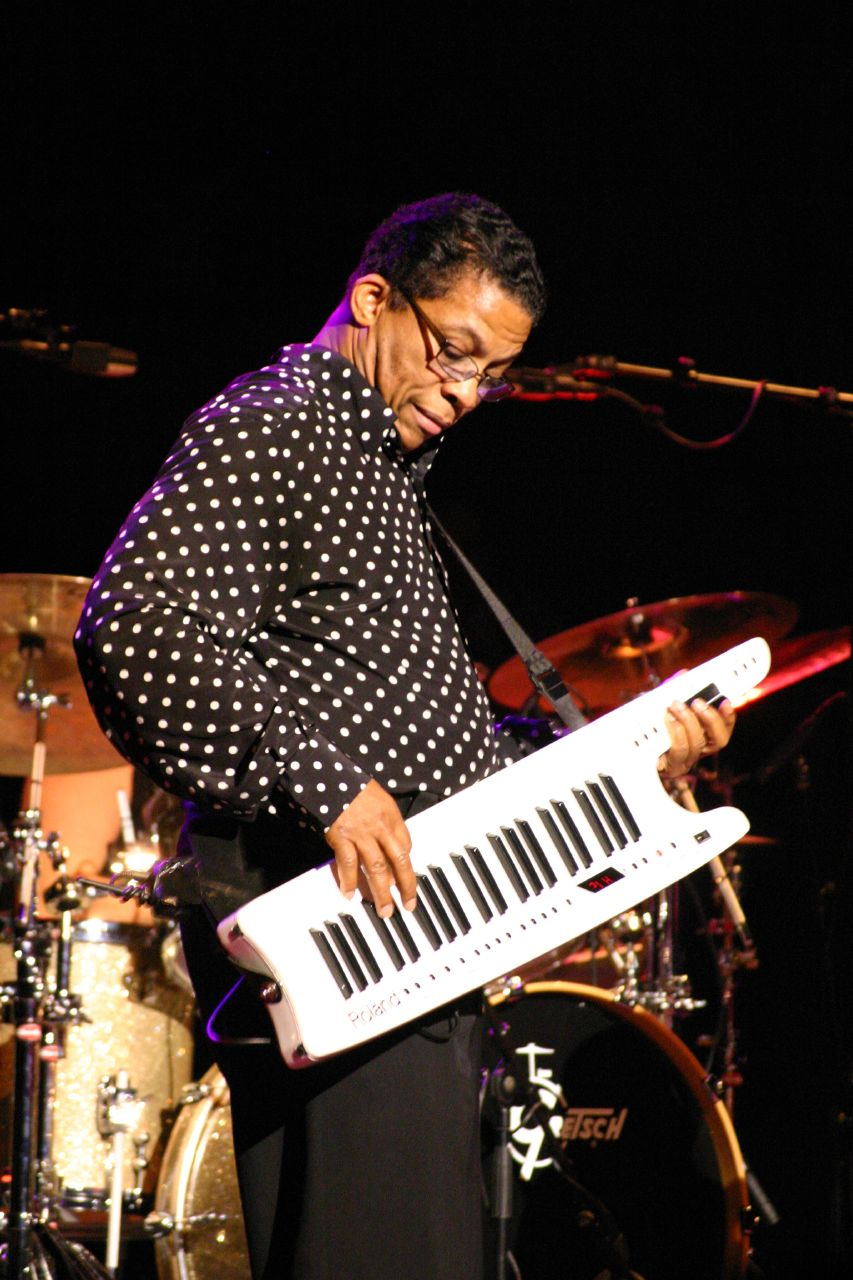
ハービー・ハンコック による演奏

現行のものは大きく分けて、音源一体型と音源を内蔵しないコントローラーのみの機種の二つに分類される。音源部分は一般のシンセサイザー同様にアナログ音源、デジタル音源の機種がある。コントローラーのみの機種では、MIDI信号を発するための鍵盤とスイッチのみが装備される。従って本体のみでは楽器として発音させることはできない。MIDIケーブルにて（トランスミッターでワイヤレス化することも可能）外部に接続するMIDI対応音源モジュールに接続し、そこから発音させる仕組みになっている。なお、廉価版のモデルでは音源とスピーカーを内蔵していて単体で発音出来る製品もある。
基本的にどのモデルもギターの風貌をモチーフにした形状になっていて（一部据え置き兼用モデルもあり、こちらは通常のキーボードと同じ長方形の形状をしていて、グリップ部分がない）、ギターのネックやヘッドにあたる部分（グリップ）に各種エフェクト機能のスイッチ類が装備され、ボディにあたる部分に鍵盤が上向きに装備されている。ストラップもモデルによっては専用ストラップもあるものの、ギターやベースの物を流用することが出来る。ドラマー同様に、通常は定位置に留まっている（大体はステージ後方）のキーボーディストも、ギタリストやベーシストのように縦横無尽にステージを動き回ることが出来るため、過去多くのキーボーディストがキーボードソロが多い曲などで、コンサートや歌番組にて良く使用した。
一時期、どのモデルもメーカーで製造されておらず絶版商品になっていたため、新規に手に入れる場合は中古楽器店、ネットオークションやリサイクルショップなどで探したり、既存のMIDIキーボードを改造して製作する必要があった。しかし、最近ではローランドやコルグで久々にニューモデルが発表されるなど、ショルダーキーボードは再び息を吹き返しつつある。
黎明期には、まだ既製品としてのショルダーキーボードが存在していなかった70年代前半にエドガー・ウィンターがアープ2600用のコントローラーにストラップをつけショルダーキーボードとして使用していた。その後ユートピアに在籍していた元アープ社の社員だったロジャー・パウエル等により、シンセ用コントローラーのショルダーキーボード「プローブ」が開発され、のちにヤン・ハマーが自身が使いやすいようにカスタマイズしたものを使用するようになる。他には日本の電子楽器メーカーのヒルウッドより61鍵のキーボードにストラップをつけ立奏できるよう開発されたRB-1という製品が発売されたり、更に70年代末から80年代に入りクラヴィターやモーグ・リバレーションといったショルダーキーボードが発売され、ハービー・ハンコックやジョージ・デューク等の使用によりショルダーキーボードが一般的にも認知されるようになった。

## 商標
ショルキーはヤマハの登録商標である。

## 主なモデル
- YAMAHA
  - CS01
  - KX1
  - CS01II
  - KX5
  - DX100
  - SHS-10
  - SHS-200
  - VKB-100
  - SHS-300
  - SHS-500
- ローランド
  - SH-101
  - AXIS
  - AXIS-1
  - AX-1
  - AX-7
  - AX-Synth
  - Lucina AX-09
  - AX-Edge
- 河合楽器製作所 ※他のメーカーとは違い、これらの機種は裏蓋側にストラップピンがある。
  - SPECTRA KC10
  - SPECTRA KC20
  - MIDI KEY MDK61
  - MIDI KEY II MDK61-2
- KORG
  - RK-100
  - RK-100S
  - 707
  - POLY-800
  - POLY-800II
  - microKORG + SC-MK1
- CASIO
  - AZ-1
  - CZ-101
  - CZ-230
  - CZ-1000
  - SA-75 + SI-100 ※ベンド、モジュレーション、MIDI出力なし。
- moog
  - LIBERATION
- Lync
  - LN1
  - LN4
  - LN1000
- ALESIS
  - VORTEX
  - VORTEX Wireless
  - VORTEX Wireless 2

## 主立った演奏者と使用機種

### 国内
- 深町純 CS01
- 小室哲哉 KX1・KX5
- 浅倉大介 KX5
- 木根尚登 DX100
- 前田耕陽 KX5
- 坂本龍一 KX5
- 松浦雅也 AZ-1・LN4
- 岡田徹 VORTEX・VORTEX Wireless 2
- 上田現 KX5
- 阿部義晴 SHS-200
- 国分太一 KX5・AX-1
- 松居慶子 CS01・KX5
- ミッキー吉野　RK-100
- 向谷実 LIBERATION・KX1・KX5
- 伊東たけし LN1
- 和泉宏隆 KX5
- 大髙清美 AX-09
- 中村建治（ナニワエキスプレス） ケンジター（ローランドSYSTEM100Mのコントローラー181にホイールを内蔵したギターのネックをつけた自作機）・KX5・AX-1
- 西脇辰弥 AXIS-1・AX-Synth
- 桃井はるこ KX5・AX-1・AX-7・SHS-10・AX-Synth
- 上田愛美 AX-1・SHS-10
- 野沢秀行 AX-1
- 幹てつや SHS-10
- 木村貴志 LIBERATION・AX-1
- 難波弘之 Remote Prophet（Prophet-5コントロール専用ショルダーキーボード）・RK-100・AZ-1（アーム付の特注仕様）
- 厚見玲衣 RK-100
- 永川敏郎 RK-100の上部にSHS-10を張りつけ2段鍵盤のようにして使用。
- 三柴理 AXIS・AZ-1・LN4・LN1000
- D.I.E. AX-1
- 今野登茂子 707
- 丹野義昭 KX5
- 鈴木大輔 AX-Synth
- 河合奈保子 SH-101
- 黒坂優香子 AX-09
- オレオレオナ (Gacharic Spin) AX-09
- AYANO (Cyntia) RK-100S
- H ZETT M RK100S
- ポセイドン・石川 AX-Edge

### 海外
- ハービー・ハンコック クラヴィター・AXIS-1・AX-7・AX-Synth・AX-Edge
- ジョージ・デューク クラヴィター・KX1・AX-7
- チック・コリア KX5
- ヤン・ハマー KX5・Jan Hammer SIGNATURE EDITION（Lync LN4の本人用カスタマイズモデル）
- パトリース・ラッシェン KX5
- ジェフ・ローバー KX1・AX-1
- トム・シューマン（スパイロ・ジャイラ）LIBERATION
- ハワード・ジョーンズ KX5
- トーマス・ドルビー KX5
- ジョーダン・ルーデス  Zen Riffer（特注ショルダーキーボード）
- ドナルド・フェイゲン LN4
- ジェフ・ダウンズ  LIBERATION
- リック・ウェイクマン LN4・AX-1
- DEVO LIBERATION
- ロバート・ラム KX5・LN1000・AX-7・AX-Synth